# شهرک خزر ویلا
شهرک خزر ویلا در بندر انزلی واقع شده‌است. در کنار روستای بشمن در جاده آستارا سمت تالاب گل لاله انزلی است.